# Bahlgerd
Bahlgerd (persiska: بهلگرد, Beḩalgerd, Bālgerd, Bāgh-e Bahlgerd) är en ort i Iran.   Den ligger i provinsen Khorasan, i den östra delen av landet, 800 km öster om huvudstaden Teheran. Bahlgerd ligger 1 841 meter över havet och antalet invånare är 203.
Terrängen runt Bahlgerd är kuperad åt sydväst, men åt nordost är den platt. Runt Bahlgerd är det glesbefolkat, med 12 invånare per kvadratkilometer. Närmaste större samhälle är Bīrjand, 18,2 km nordväst om Bahlgerd. Trakten runt Bahlgerd är ofruktbar med lite eller ingen växtlighet.